# Ricci Luyties
Ricci Judson Luyties, né le 14 mai 1962 à Pacific Palisades (Los Angeles), est un joueur américain de volley-ball. Avec l'équipe des États-Unis de volley-ball, il remporte la médaille d'or aux Jeux olympiques d'été de 1988 à Séoul.